# أبو بكر بن زنجويه
أبو بكر محمد بن عبد الملك بن زنجويه البغدادي. توفي حوالي عام 258 هـ. أحد الفقهاء ومن رواة الحديث عند أهل السنة والجماعة.
كان من أهل بغداد وكان صاحباً للإمام أحمد بن حنبل وجاراً له. وكان واسع الرحلة، حدث عنه أصحاب السنن الأربعة وأبو يعلى[ ؟ ] وعبد الرحمن ابن أبي حاتم وغيرهم كثير.

## أقوال العلماء فيه
- قال النسائي: «ثقة.»[4]
- وقال ابن أبي حاتم: سمع منه أبي، وسمعت منه، وهو صدوق.[5]

## شيوخه وتلاميذه
- شيوخه ومن روى عنهم:[6]

روى عن جعفر بن محمد بن حمزة بن عون وزيد بن الحباب ويزيد بن هارون وعبد الرزاق الصنعاني وحسين بن محمد وبشر بن شعيب بن أبي حمزة والفريابي عثمان بن صالح السهمي وغيرهم.
- تلاميذه ومن روى عنه:[6]

روى عنه أبو داود والترمذي والنسائي ومحمد بن ماجه وعبد الله بن أحمد بن حنبل وابن أبي الدنيا وموسى بن هارون وأبو يعلى والبجيري وقاسم المطرز والسراج وابن صاعد والبغوي وابن أبي حاتم والقاسم والحسين ابنا إسماعيل المحامليان وآخرون.